# Povrly
Povrly település Csehországban, az Ústí nad Labem-i járásban. Povrly Těchlovice, Malšovice, Dobkovice, Ryjice, Ústí nad Labem, Libouchec, Malé Březno, Velké Březno és Chuderov településekkel határos. Lakosainak száma 2261 fő (2024. január 1.).

## Népesség
A település lakosságának változását az alábbi diagram mutatja:
| Lakosok száma | 1875 | 2068 | 2863 | 2473 | 2555 | 2109 | 2220 | 2199 | 2237 | 2261 |
|               | 1869 | 1890 | 1921 | 1950 | 1980 | 2001 | 2017 | 2019 | 2022 | 2024 |